# 段錦
段錦（1512年—1585年），字美中，號二泉、娛恬，山東東昌府高唐州恩縣人，軍籍，明朝政治人物。

## 生平
嘉靖二十五年（1546年）丙午科山東鄉試第二十一名舉人，二十六年（1547年）中式丁未科會試第二百六十八名，三甲第一百一十五名進士。都察院觀政，授山西壶关知县，选授陕西道御史，降深州判官，升大名縣知縣，歷保定府同知，復除苏州府同知，升河南佥事，官至陕西右参议。

## 家族
曾祖段榮；祖父段興；父段文高，母栗氏。子段廷宾。